# Emory Washburn
Emory Washburn (14 février 1800 - 18 mars 1877) est un homme politique américain. Il est gouverneur du Massachusetts sous l'étiquette whig de 1854 à 1855.